# 董鯤
董鯤（1518年—？），字化卿，號少溟，浙江杭州府海寧縣軍籍，海鹽縣人，明朝政治人物。

## 生平
嘉靖三十一年（1552年）壬子科浙江鄉試第四十八名舉人，三十二年（1553年）中式癸丑科會試第一百七十六名，三甲第五十九名進士。禮部觀政，授宜興縣知縣，升河南道監察御史，四十年（1561年）巡按陝西，四十五年（1566年）九月升湖廣按察司副使。

## 家族
曾祖董鑑；祖父董源；父董載，教授。前母賈氏、周氏；母朱氏。慈侍下。兄董龍、董鳳、董麟、董賓、董寅。